# Прапор Колків
Пра́пор Колків — офіційний символ селища Колки, затверджений 10 вересня 1997 року сесією Колківської селищної ради. 
Автор проекту прапора  — Андрій Гречило.

## Опис
Квадратне полотнище, із нижніх кутів до середини верхнього краю йде синій клин, на якому жовтий дзвін, обабіч на білих трикутних полях по синій квітці льону з жовтим осердям.

## Зміст
Дзвін розповідає про давнє значення містечка як оборонного укріплення, пов'язує з давніми легендами. Квітки льону уособлюють місцеву флору.